# Laura Cutina
Laura Cutina (Bukarest, 1968. szeptember 13. –) olimpiai bajnok román tornász.

## Életpályája
Hat éves korában kezdett tornázni a Bukaresti CSS nr. 7 Dinamo Sportklubban, ahol edzői Emilia Vătășoiu-Liță és Florin Stefanescu voltak, a válogatottban pedig Adrian Goreac, Maria Cosma és Octavian Bellu edzették.
Első országos bajnoki címeit 1983-ban szerezte meg talajon, illetve a csapattal. Ugyanakkor egyéni összetettben bronzérmes lett.
Világbajnokságon először 1983-ban Budapesten vett részt, ahol második helyen végzett a csapattal, és kilencediken lett egyéni összetettben. A következő, 1985-ös montréali világbajnokságon szintén ezüstérmes lett a csapattal.
Karrierjének csúcspontját Los Angelesben az 1984. évi nyári olimpiai játékokon érte el, mikor is bajnoki címet szerzett a csapattal. Ugyanitt egyéni összetettben ötödik, talajon pedig nyolcadik helyen végzett.

### Visszavonulása után
Visszavonulása után több mint harminc évig volt edző Olaszországban, majd családjával együtt az Amerikai Egyesült Államokba költözött. 2016 óta férjével, az ugyancsak volt román tornász Daniel Licaciuval Las Vegasban Laura Cutina Gymnastics Center néven saját tornatermet vezetnek.
Antinana Mizu Parallel life címmel 2015-ben megírta Cutina életrajzi regényét.

## Díjak, kitüntetések
1984-ben Kiváló Sportolói címmel, 2008-ban Sport Érdemrenddel tüntették ki.